# Litchfield Beach
Litchfield Beach est une census-designated place située dans le comté de Georgetown, dans l’État de Caroline du Sud, aux États-Unis. Lors du recensement de 2020, elle comptait 8 370 habitants.